# Thurgorienta

Logo der thurgorienta

Die thurgorienta ist ein Schweizer Orientierungslaufverein mit Sitz in Weinfelden (Thurgau). Er wurde 1970 gegründet und hat ungefähr 170 Mitglieder. Zum Einzugsgebiet gehören das Thurtal, die Regionen Frauenfeld und Weinfelden, der Seerücken bis zum Untersee.
Der Verein organisiert Orientierungslaufkurse, Hallen- und Kartentrainings und Wettkämpfe. Mitglieder des OL-Vereins nehmen regelmässig an nationalen und internationalen Wettkämpfen teil. Das Aufnehmen und Aktualisieren von OL-Karten gehört ebenfalls zu den Aufgaben der thurgorienta.
Seit 2010 führt die thurgorienta in Zusammenarbeit mit OL Regio Wil und OL Amriswil die Öpfel-Trophy durch. Diese Läufe werden jeweils zwischen April bis September an einem Freitagabend durchgeführt. Teilnehmer sind Familien, OL-Läufer und auch Elitesportler. Im Jahr 2024 wurde eine weitere OL-Serie mit dem Namen OFF! OL in Frauenfeld! gestartet.

## Erfolge
1978 und 1982 gewann die thurgorienta die Schweizer OL-Fünferstaffel, den bedeutendsten Vereinswettkampf in der Schweiz.

## Veranstaltungen
Die folgenden nationalen Orientierungslauf-Wettkämpfe wurden durch thurgorienta durchgeführt:
| Jahr | Veranstaltung                             | Karte / Laufgebiet         |
| ---- | ----------------------------------------- | -------------------------- |
| 1972 | Nationaler OL A**                         | Seerücken-Tägerwilen       |
| 1976 | Nationaler OL A**                         | Sellamatt                  |
| 1986 | Nationaler OL B**                         | Aumühle und Halinger Tobel |
| 1993 | Nationaler OL B**                         | Ottenberg                  |
| 1996 | Nationaler OL A**                         | Hörnliwald                 |
| 1998 | Team OL Schweizer Meisterschaft           | Seerücken                  |
| 2000 | Nationaler OL A**                         | Ottenberg und Graltshausen |
| 2004 | Sprint OL Schweizer Meisterschaft         | Allmend Frauenfeld         |
| 2004 | Einzel OL Schweizer Meisterschaft         | Wellenberg TG              |
| 2008 | Mitteldistanz OL Schweizer Meisterschaft  | Ochsenfurt                 |
| 2008 | Nationaler OL A**                         | Hörnliwald                 |
| 2013 | Nationaler OL A**                         | Ottenberg                  |
| 2013 | Nationaler OL A**                         | Stadt Weinfelden           |
| 2015 | WR Event                                  | Stadt Weinfelden           |
| 2016 | Nationaler OL A**                         | Tägerwiler Wald            |
| 2016 | Langdistanz OL Schweizer Meisterschaft    | Seerücken                  |
| 2019 | Nationaler OL A**                         | Schwindisbüel              |
| 2020 | SSM Sprintstaffel Schweizer Meisterschaft | Frauenfeld                 |

## Belege
1. ↑   OL Regio Wil
2. ↑   OL Amriswil
3. ↑   Öpfel-Trophy
4. ↑  OFF! OL in Frauenfeld. Abgerufen am 14. März 2024.